# 廣州原州高速公路
廣州原州高速公路（：／ Gwangju Wonju gosokdoro */?），是連接韓國京畿道廣州市和江原道原州市的一條高速公路。全長54.8公里。